# Amanda Peet
Amanda Peet (New York City, New York, 11. siječnja 1972.) američka je filmska glumica. Karijeru je započela pojavljujući se u TV reklamama i neovisnim filmovima. Postala je poznata 2000. ulogom u filmu Ubojica mekog srca, a poznatije uloge uključuju i one u filmovima Sirijana te 2012.

## Vanjske poveznice
- Amanda Peet u internetskoj bazi filmova IMDb-u (engl.)

### Ostali projekti
|  | Zajednički poslužitelj ima još gradiva o temi Amanda Peet |